# Carl de la Sablière
Carl Marie Paul Blanchet de la Sablière (Quimper, 26 de abril de 1895 — Gouesnach, 22 de outubro de 1979) foi um velejador francês, campeão olímpico. Ele competiu nos Jogos Olímpicos de Verão de 1932 na classe 8 Metre e conquistou a medalha de ouro na disputa a bordo do l'Aile VI com Donatien Bouché, André Derrien, Virginie Hériot, André Lesauvage e Jean Lesieur.